# VSK-94狙擊步槍
VSK-94是一款由KBP工具設計廠生產的輕型狙擊步槍，發射9×39毫米子彈，是9A-91的狙擊步槍版本。設計目的為讓用戶以低成本來取代VSS Vintorez。VSK-94的目的是要準確地進行定點達400公尺距離內的所有目標。該槍目前被俄罗斯多個執法機構所使用。

## 設計
VSK-94與9A-91一樣是採用氣動式工作原理和轉拴式槍栓的槍械。其氣動式類型是長行程活塞傳動式，而轉拴式槍栓有4個鎖耳。VSK-94的機匣採用低成本的金屬沖壓方式生產，以減少生產成本、所需的金屬原料和生產工時，亦且更容易進行保養及維修；而護木、手槍握把連裝有後握把的槍托則由較輕的聚合物製造。拉機柄就藏在機匣的右側。保險裝置連射擊選擇桿位於機匣的左側，略高於扳機護圈，並可以選擇半自動和全自動射擊。上翻式調節的金屬機械照門只能令VSK-94攻擊200公尺以內的目標，用戶需要利用機匣左方的華沙條約導軌裝上放大4倍的PSO-1光学瞄准镜才能攻擊400公尺以內的目標。
VSK-94能安裝高效消聲器，大大減少了射擊時的聲音，能做到偽裝的狙擊效果，並且完全消除槍口焰。在50公尺以外的距離，它的發射聲音幾乎無法聽見。
對於9×39毫米亞音速步槍子彈仍然有著比起使用手槍子彈的冲锋枪和短槍管的卡賓槍（例如AKS-74U和HK-53）更大的貫穿力和破壞力，這種優勢來說，令VSK-94有著遠比冲锋枪和卡賓槍更高的作戰優勢。而20發可卸式彈匣可使用SP-5鋼蕊彈頭、SP-6穿甲弹頭和PAB-9次音速彈頭三種彈藥，亦令其在戰術上有更大的彈性。
目前VSK-94主要由俄罗斯境內各個執法部門所使用，不過該槍亦曾出口到部份國家。

## 使用國
- 白俄羅斯
  - 白俄羅斯陸軍特種部隊[1]
- 蒙古国
  - 特警單位[2]
- 俄羅斯
  - 俄羅斯聯邦内務部
  - 俄羅斯聯邦安全局
  - 俄羅斯聯邦國家近衛軍
- 叙利亚
  - 敘利亞共和國衛隊
- 越南
  - 越南人民軍

## 流行文化

### 電子遊戲
- 2007年—：隨遊戲登場武器，設定為反恐小組專用，使用20發彈匣並可全自動射擊，配備一段放大功能的PKN-03M夜視瞄準鏡。奇怪地發射9毫米魯格彈、瞄準鏡沒有夜視功能及使用錯誤分劃、而且在第一人稱視角的武器模組採用鏡像佈局（右手持槍時拉機柄及拋殼口在左邊）。
- 2007年—《穿越火线》：配備PSO-1光學瞄準鏡，在商城内以CF点贩售。
- 2010年—：改為發射5.45×39mm步槍子彈，彈匣為半透明。
- 2013年—
- 2020年—《少女前線》
- 2024年—《逃離塔科夫》

## 資料來源
1. ↑  Александр Макаров. Полк высоких технологий. Силы специальных операций // журнал "Спецназ", июль 2011
2. ↑  .   [2013-10-11]. （原始内容存档于2014-07-02）.

- （英文）—Modern Firearms—VSK-94 sniper rifle （页面存档备份，存于）
- （英文）—Special Purpose Sniper Rifle VSK - 94 （页面存档备份，存于）
- （俄文）—KBP Instrument Design Bureau – official site
- （俄文）—ВСК-94 на сайте liveguns.ru
- （中文）—槍炮世界—VSK-94 微声狙击步枪 （页面存档备份，存于）